# کوپن بین‌المللی پاسخ نامه
کوپن بین‌المللی پاسخ نامه کوپنی است که می‌توان آن را با یک یا بیش از یک تمبر پستی که به اندازه حداقل هزینه پستی برای ارسال نامه با وزن حداکثر ۲۰ گرم از طریق پست هوایی، ارزش دارد؛ مبادله و معاوضه نمود. این کوپن‌ها برای ارسال نامه از یک کشور عضو اتحادیه جهانی پست به کشور عضو دیگر اعتبار دارند. اعضای اتحادیه جهانی پست ملزم و مکلف به ارائه خدمات پستی و تمبر پستی در ازای این کوپن‌ها هستند؛ اما ملزم و مکلف به فروش این کوپن‌ها نمی‌باشند. 
منظور از ایجاد این کوپن‌ها آن است که به یک شخص اجازه دهد به فرد دیگری در کشور دیگر، نامه بفرستد و هزینه پستی پاسخ نامه را نیز برای او ارسال نماید. کوپن‌های بین‌المللی پاسخ نامه را می‌توان از دفتر مرکزی اتحادیه جهانی پست سفارش داد و یا از دفاتر و ادارات پستی بزرگ تهیه نمود.

## نگارخانه

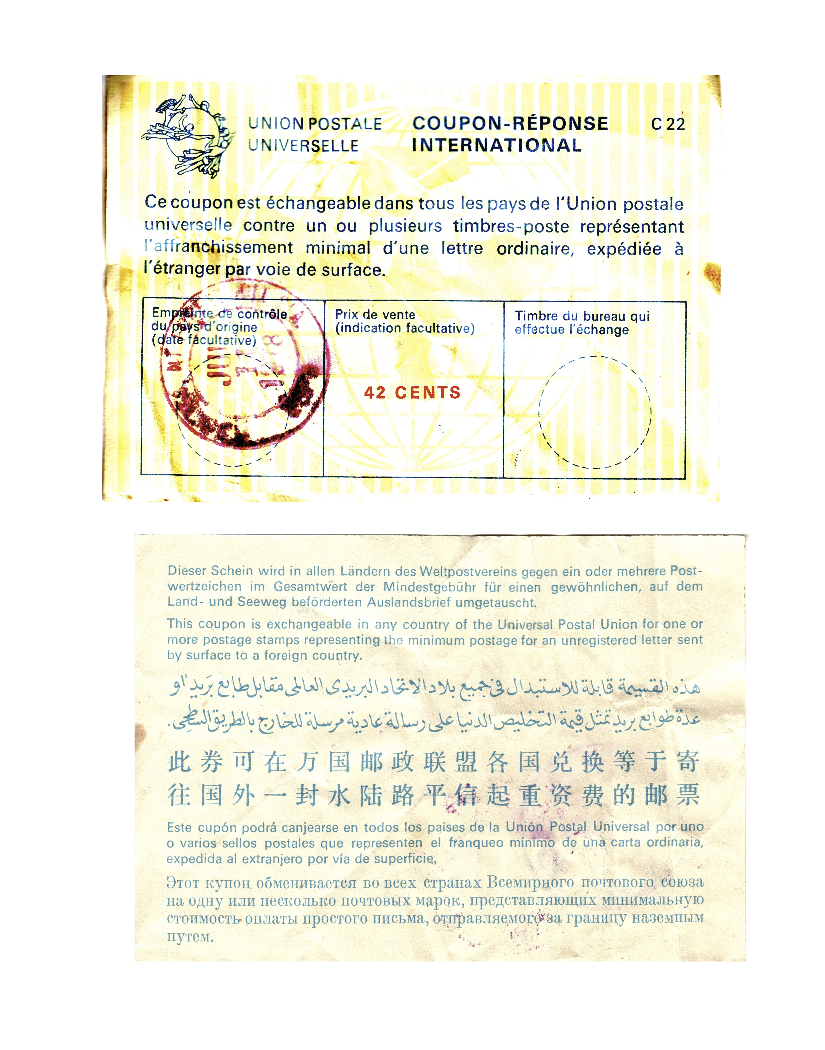
کوپن بین‌المللی پاسخ نامه صادر شده از سوی خدمات پستی ایالات متحده، سال ۱۹۷۸
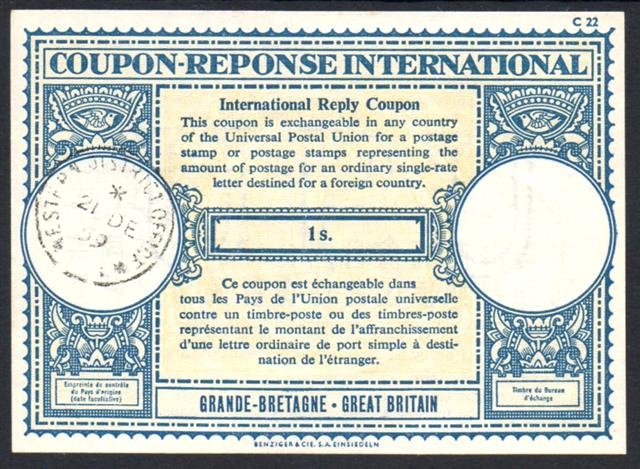
کوپن بین‌المللی پاسخ نامه صادر شده از سوی شرکت پست بریتانیا
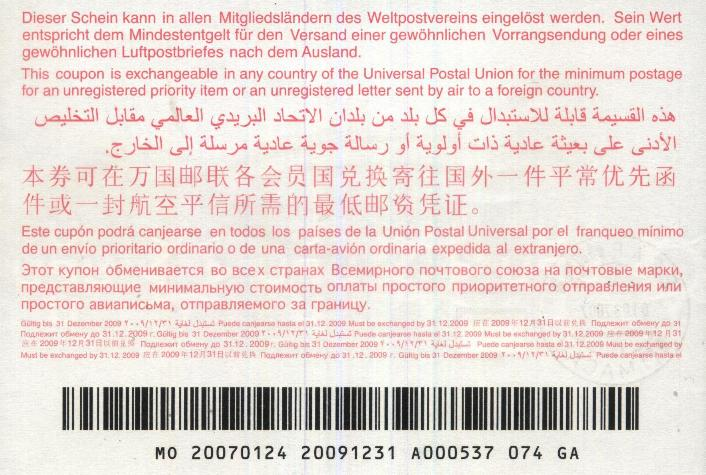
پشت کوپن بین‌المللی پاسخ نامه صادر شده از سوی شرکت پست کشور ایتالیا
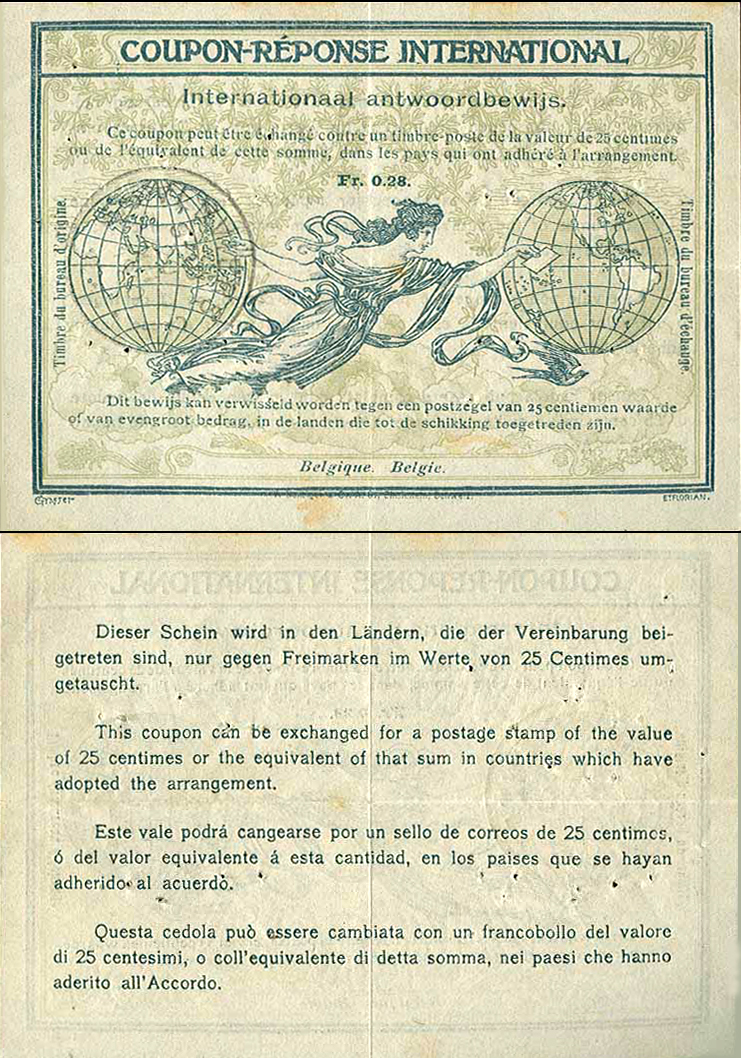
کوپن بین‌المللی پاسخ نامه صادر شده از سوی شرکت پست کشور بلژیک
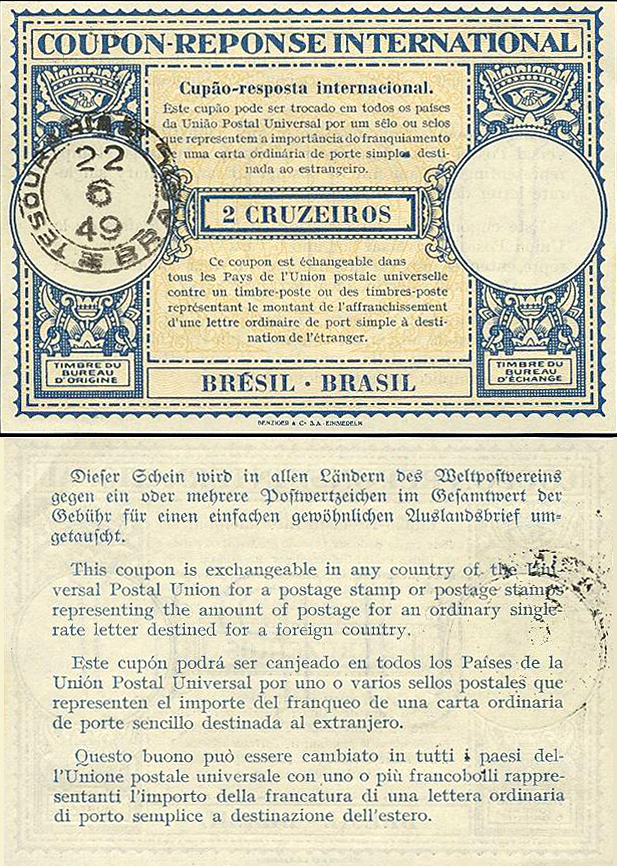
کوپن بین‌المللی پاسخ نامه صادر شده از سوی شرکت پست کشور برزیل
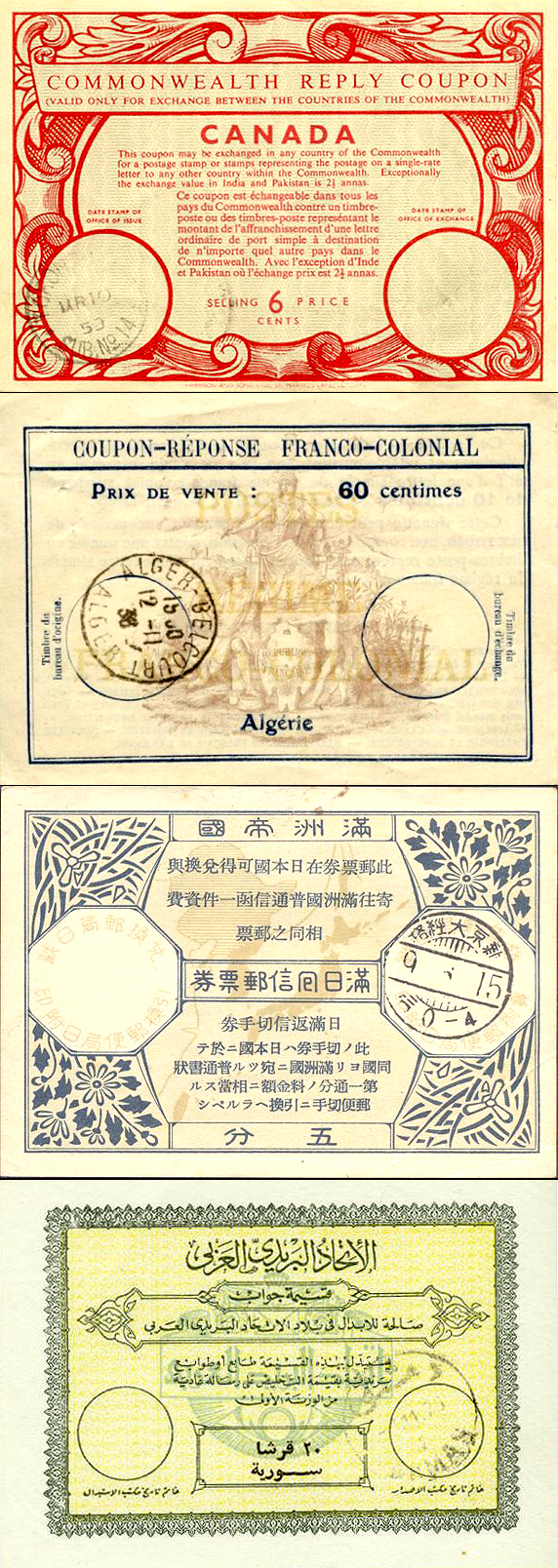
کوپن‌های بین‌المللی پاسخ نامه از کانادا، فرانسه، ژاپن و سوریه